# Zarośle (województwo pomorskie)
Zarośle (dodatkowa nazwa w j. kaszub. Zaroslé) – osada leśna w Polsce położona w województwie pomorskim, w powiecie kościerskim, w gminie Dziemiany. 
Mała kaszubska osada leśna położona na południowy wschód od Dziemian, wchodzi w skład sołectwa Dziemiany.
W latach 1975–1998 miejscowość administracyjnie należała do województwa gdańskiego.